# Dinty (film)
Dinty er en amerikansk stumfilm fra 1920 af John McDermott og Marshall Neilan.

## Medvirkende
- Wesley Barry som Dinty O'Sullivan
- Colleen Moore som Doreen O'Sullivan
- Tom Gallery som Danny O'Sullivan
- J. Barney Sherry som Judge Whitely
- Marjorie Daw som Ruth Whitely
- Pat O'Malley som Jack North
- Noah Beery som Wong Tai
- Walter Chung som Sui Lung
- Kate Price som O'Toole
- Tom Wilson som Barry Flynn
- Aaron Mitchell som Alexander Horatius Jones
- Newton Hall
- Young Hipp
- Hal Wilson